# Maria Rojach

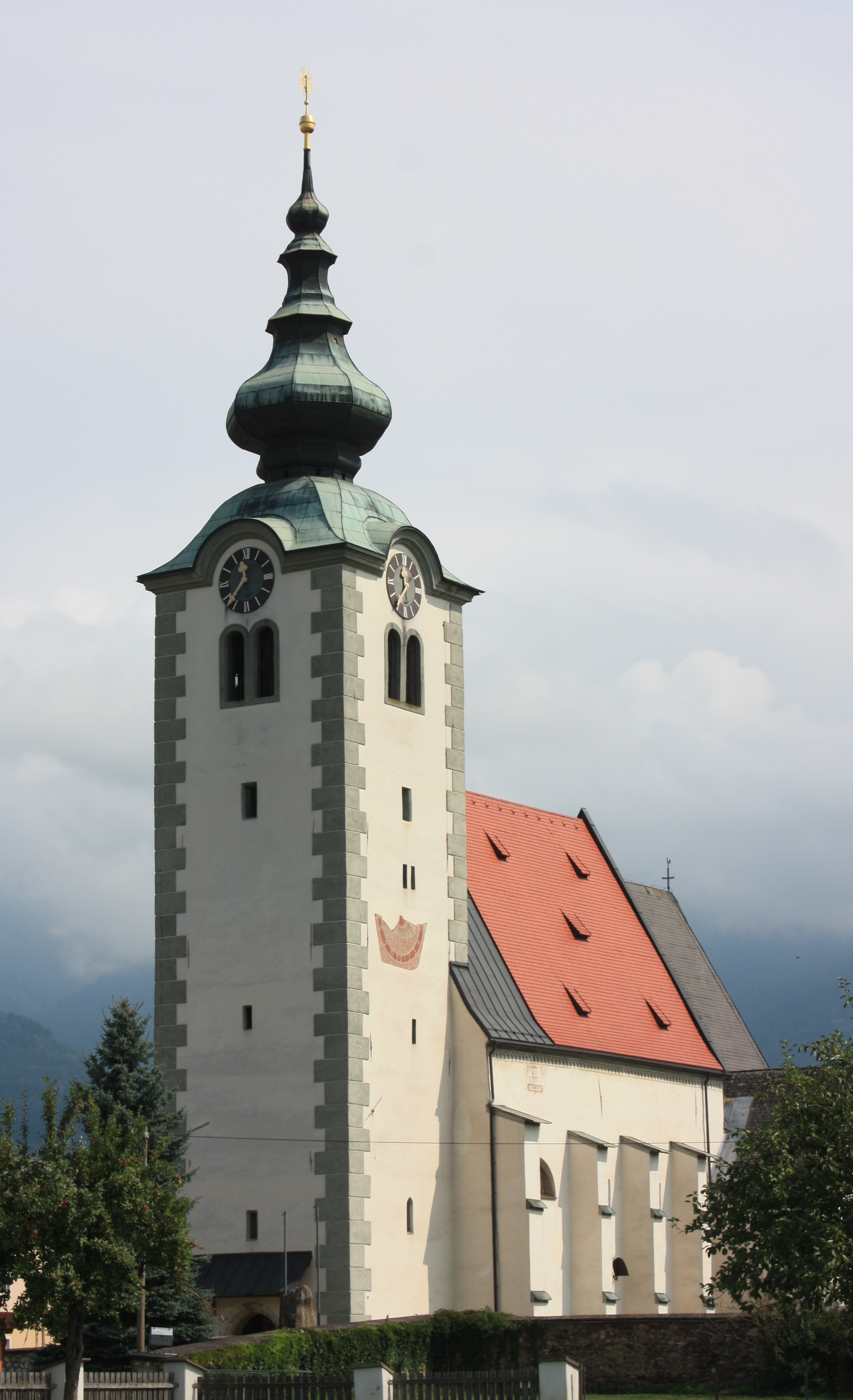
Pfarrkirche

Maria Rojach ist eine Ortschaft mit 340 Einwohnern (Stand 1. Jänner 2024) am Fuß der Koralpe in der Gemeinde St. Andrä im Lavanttal. Der Ort liegt im Lavanttal (Kärnten) auf 440 Meter Seehöhe.

## Geschichte
Die erste Erwähnung der heutigen gotischen Wallfahrtskirche und damit des Ortes fand im Jahre 1314 statt; damals gab es in Maria Rojach bereits eine eigene Pfarrgemeinde, was auf eine gewisse Bedeutung und Besiedelung hinweist. In der Kirche gibt es einen gotischen Flügelaltar (1510) aus der Schule Michael Pachers und einen prächtigen barocken Hochaltar (Anfang 18. Jahrhundert). Maria Rojach war im Mittelalter der Sommersitz der Bischöfe des Bistums Lavant. Die Kirche war zum Schutz gegen die Türkeneinfälle zu einer Wehrkirche ausgebaut worden, deren Reste (Umfassungsmauer, Eckturm, Schlüsselschießscharte) man heute noch erkennen kann. 
Die erste Volksschule wurde im Jahre 1815 gegründet und war eine Pfarrschule. Im Jahre 1903 wurde das heutige Schulgebäude erbaut. Maria Rojach war bis 1973 eine eigenständige Gemeinde, danach ging sie in der Großgemeinde St. Andrä auf. Im direkten Einzugsgebiet von Maria Rojach befinden sich einige kleinere Ortschaften, die früher das Gemeindegebiet der Gemeinde Maria Rojach ausgemacht haben: Oberpichling, Ragglbach, Ragglach, Paierdorf, Mitterpichling, Lindhof, Dachberg, Mühldorf, Aich, Unterpichling, Eisdorf, Farrach.
Der ursprünglich landwirtschaftlich dominierte Ort wandelte sich im Lauf der letzten Jahrzehnte zu einer Ortschaft mit vielen Pendlern und einigen Klein- und Mittelbetrieben.
Etwa zwei Kilometer westlich von Maria Rojach befindet sich das Westportal des Koralmtunnels. Bei Paierdorf wurde 2008 ein sogenannter Sondierstollen für den Tunnel fertiggestellt.

## Öffentliche Einrichtungen
Im Ort bestehen:
- Freiwillige Feuerwehr
- Landjugend
- Volksschule
- Wallfahrtskirche
- Nah & Frisch-Supermarkt (Ehemaliges ADEG Österreich-Geschäft)
- Kindergarten
- Blasmusik Maria Rojach
- MGV und Gem. Chor Maria Rojach
- Tennisclub Maria Rojach
- SV Maria Rojach (Fußball, Damenturnverein)
- Kulturstadl